# Kisielice
Kisielice là một thị trấn thuộc huyện Iławski, tỉnh Warmińsko-Mazurskie ở đông-bắc Ba Lan. Thị trấn có diện tích 3 km². Đến ngày 1 tháng 1 năm 2011, dân số của thị trấn là 2210 người và mật độ 656 người/km².